# 星野有香 (実業家)
星野 有香（ほしの ゆか、1968年1月24日 - ）は、日本の実業家、ギャガ・コミュニケーションズ元代表取締役社長。

## 人物・経歴
1968年1月24日生まれ。群馬県立桐生女子高等学校を経て、1986年に立教大学社会学部観光学科入学。在学中にニューヨーク大学美術史学科に編入、1992年に卒業。立教大学とニューヨーク大学の両学位取得。1992年、電通プロックス（現・電通テック）入社。同社で博覧会の企画デザインを担当。1997年10月にギャガ・コミュニケーションズの宣伝部に入社。2000年より、アート系作品の宣伝に特化するGシネマグループの責任者に。2003年に宣伝統括部長に就任。日経ウーマンオブザイヤーヒットメーカー部門2位に。2004年12月執行役員に就任。2007年に取締役。2009年4月より代表取締役社長に就任。これまで手掛けた宣伝作品は100本強程度。